# Veľké Orvište
Veľké Orvište je obec na Slovensku v okrese Piešťany. Nachází se čtyři kilometry severozápadně od města Piešťany. Nachází se na spojnici měst Piešťany–Vrbové. Žije zde přibližně 1 100 obyvatel.

## Historie
Nejstarší zjištěné osídlení pochází z mladší doby kamenné (přibližně 3500 před n. l.). První písemná zmínka o vesnici je z roku 1113 a nachází se v zoborských listinách. Od roku 1993 je Veľké Orvište samostatnou obcí. V minulosti byla obec součástí seskupení tří obcí: Ostrov, Velké Orvište, Bašovce.

## Pamětihodnosti
Ve vesnice stojí na hřbitově římskokatolický kostel Nanebevzetí Panny Marie. První údaje o kostele pochází z roku 1743. Na začátku 19. století byl přestavěn a rekonstruován v letech 1937–1940.